# Glueyre
Die Glueyre ist ein Fluss in Frankreich, der im Département Ardèche in der Region Auvergne-Rhône-Alpes verläuft. Sie entspringt unter dem Namen Ruisseau des Herbes knapp östlich des Suc de Pradou, an der Gemeindegrenze von Marcols-les-Eaux und Mézilhac, entwässert generell Richtung Nordost bis Ost durch den Regionalen Naturpark Monts d’Ardèche und mündet nach rund 27 Kilometern im Ortsgebiet von Saint-Sauveur-de-Montagut als rechter Nebenfluss in den Eyrieux. 

## Orte am Fluss
- Marcols-les-Eaux
- Albon-d’Ardèche
- Saint-Sauveur-de-Montagut